# Chloorbenzilaat
Chloorbenzilaat (ISO-naam) is een verouderd pesticide, dat niet meer gebruikt mag worden.
Chloorbenzilaat werd ontwikkeld door Ciba-Geigy en kwam rond 1953 op de markt. In de Verenigde Staten werd het in 1956 voor het eerst geregistreerd. Het werd ingezet als acaricide tegen mijten op onder meer citrusbomen en bladverliezende fruitbomen. Het is een niet-systemisch pesticide, dat werkt via contact en als een zenuwgif: het verstoort de werking van het zenuwstelsel.
In zuivere toestand is het een kleurloze tot bleekgele vaste stof; het technisch product is een bruinachtige vloeistof. Het is slecht oplosbaar in water, maar mengbaar met aceton, tolueen of methanol.
Er zijn geen gegevens bekend over het carcinogeen effect van chloorbenzilaat bij mensen. Bij muizen die de stof oraal toegediend kregen, bleek de stof wel kankerverwekkend. Het Amerikaanse Environmental Protection Agency heeft chloorbenzilaat daarom ingedeeld als waarschijnlijk kankerverwekkend voor de mens (groep B2). Het IARC heeft geoordeeld dat er onvoldoende informatie beschikbaar is om de carcinogeniciteit van chloorbenzilaat bij mensen te evalueren.
Chloorbenzilaat is zeer toxisch voor ongewervelde waterdieren. Het is vrij persistent in het milieu en de bioconcentratiefactor is vrij hoog (geschat op 750).
Nadat het kankerverwekkend karakter van chloorbenzilaat bij muizen was vastgesteld, werd het gebruik van chloorbenzilaat in de Verenigde Staten in 1979 niet meer toegelaten, behalve voor citrusteelt. Na 1999 werd ook dit niet meer toegelaten. Ook in de Europese Unie is het niet toegelaten.
Het is een van de pesticiden die valt onder de toepassing van het Verdrag inzake de procedure voor "voorafgaande geïnformeerde toestemming" voor bepaalde gevaarlijke chemische stoffen en pesticiden in de internationale handel (Rotterdam, 10 september 1998). Dit betekent dat, om de stof te exporteren naar een ander land, dit laatste land vooraf daarvan moet geïnformeerd zijn en het haar toestemming moet gegeven hebben.